# اسطوره‌شناسی سلتی

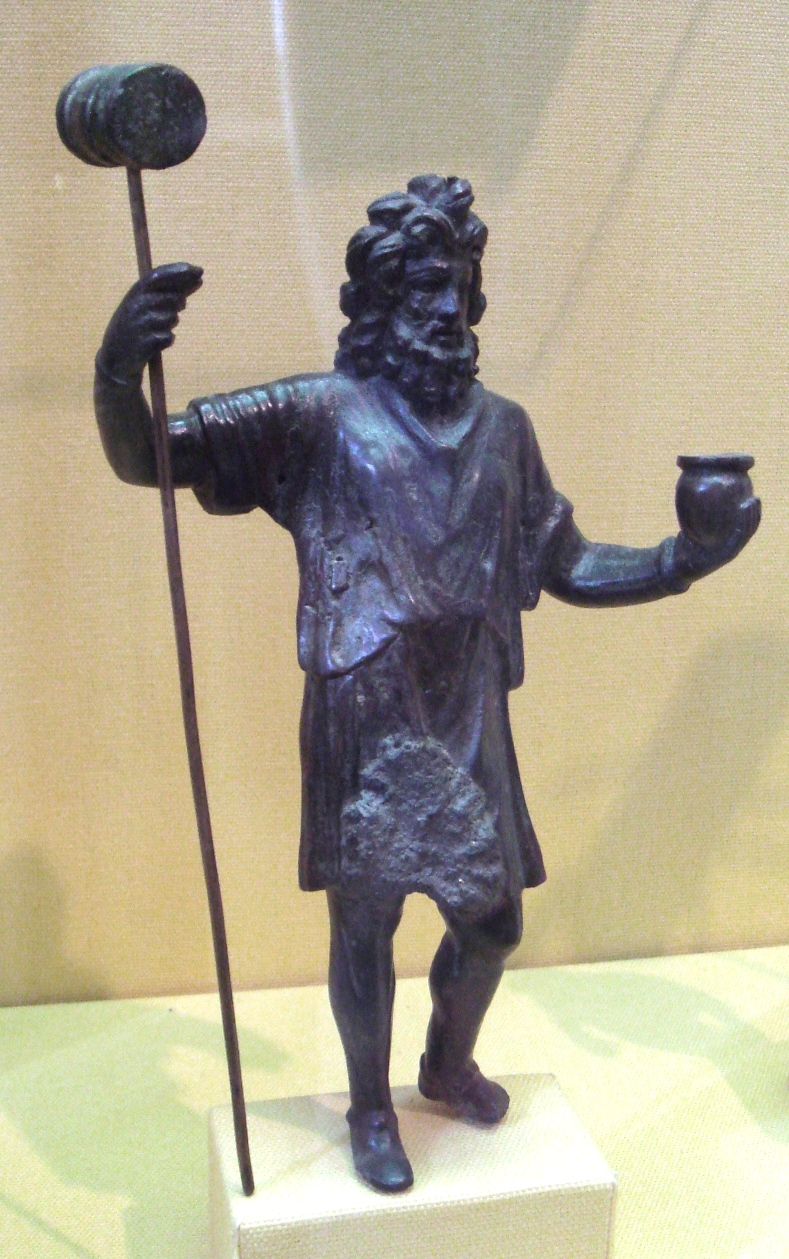
ایزد سلتی سوسِلوس

اسطوره‌شناسی سلتی اسطوره‌ای است مبتنی به چندخدایی اقوام سلت، که به‌شکل دین مردمان سلت در عصر آهن بروز یافت. مانند بقیه تفکرات ادیان اروپایی عصر آهن این دین نیز ساختاری چندخدایی (پاگانیسم) دارد که علت آن می‌تواند مراوده‌های بسیار با اقوامی همچون رومیان و گل‌ها باشد. این اسطوره‌شناسی بعد از بزرگ شدن امپراتوری روم و تبدیل آن به مسیحیت دوام نیافت.
قلمرو مردم سلت باستان از بریتانیا تا سراسر فرانسه و از آلمان تا اروپای مرکزی امتداد می‌یافت. آن‌ها اهل دفتر و قلم نبودند تا کتابتی داشته باشند؛ اما فرهنگی بسیار غنی داشتند. حفاری‌های قبور ایشان و مکان‌های دینی نشان می‌دهد که آن‌ها خدایان و ایزدبانوان بسیاری را می‌پرستیدند. عاقبت، رومیان بیشتر سرزمین‌های آن‌ها را فتح کردند و توصیفاتی از برخی خدایان و مناسک دینی آن‌ها به‌جا گذاشتند. همچنین رومیان، بسیاری از خدایان آنان را با خدایان خود یکسان پنداشتند.
منابع مطالعاتی در مورد اسطوره‌شناسی سلتی در سه دسته قرار می‌گیرند و هر کدام اطلاعاتی متناقض نسبت به دیگری به‌دست می‌دهند. دسته اول وقایع‌نگاری نویسندگان کلاسیک رومی و یونانی باستان است، دیگری اسناد بومی به‌دست‌آمده از ایرلند و ولز در دوره‌های بعدی است و آخرین دسته منابع مطالعاتی آثار باستانی به‌دست آمده‌است.

## سلت‌های قاره‌ای
همانطور که گفته شد, روزگاری قبایل سلت در سرتاسر اروپای مرکزی و غربی گسترده بودند. سرزمین فرانسه امروزی که روزگار کهن گالیا نام داشت, یکی از سکونتگاه‌های مهم اقوام سلتی بود. ژولیوس سزار فرمانده رومی در قرن اول قبل از میلاد این سرزمین را طی سلسله نبردهایی موسوم به جنگ‌های گالی تصرف کرد. سزار در یادداشت‌هایش به توصیف اقوام سلت گالیا و عقاید آن‌ها پرداخته است. به ادعای سزار, گال‌ها ادعا می‌کردند که از اخلاف دیس پاتر هستند و پیکره‌های شبیه مرکوری, خدای رومی, را می‌پرستیدند. عادت رومیان این بود که خدایان و اساطیر اقوام دیگر را با خدایان و اساطیر خودشان معادل می‌گرفتند. روند تلفیق اساطیر رومی و سلتی گالی پس از فتح این سرزمین از سوی رومیان ادامه یافت. گال‌ها که پیش از آن به ندرت بت و مجسمه می‌ساختند و خط و نگارش هم نداشتند, پس از این خدایان خود را به شکل خدایان رومی می‌ساختند و اساطیر این دو قوم با یک دیگر ترکیب شد. به همین سبب افتراق این دو امری مشکل هست اما خدایان گالی ویژگی‌های منحصر به فردی دارد که در پانتئون رومی یونانی یافت نمی‌شود و از این طریق می‌توان تا حدودی ایشان را شناسایی کرد.

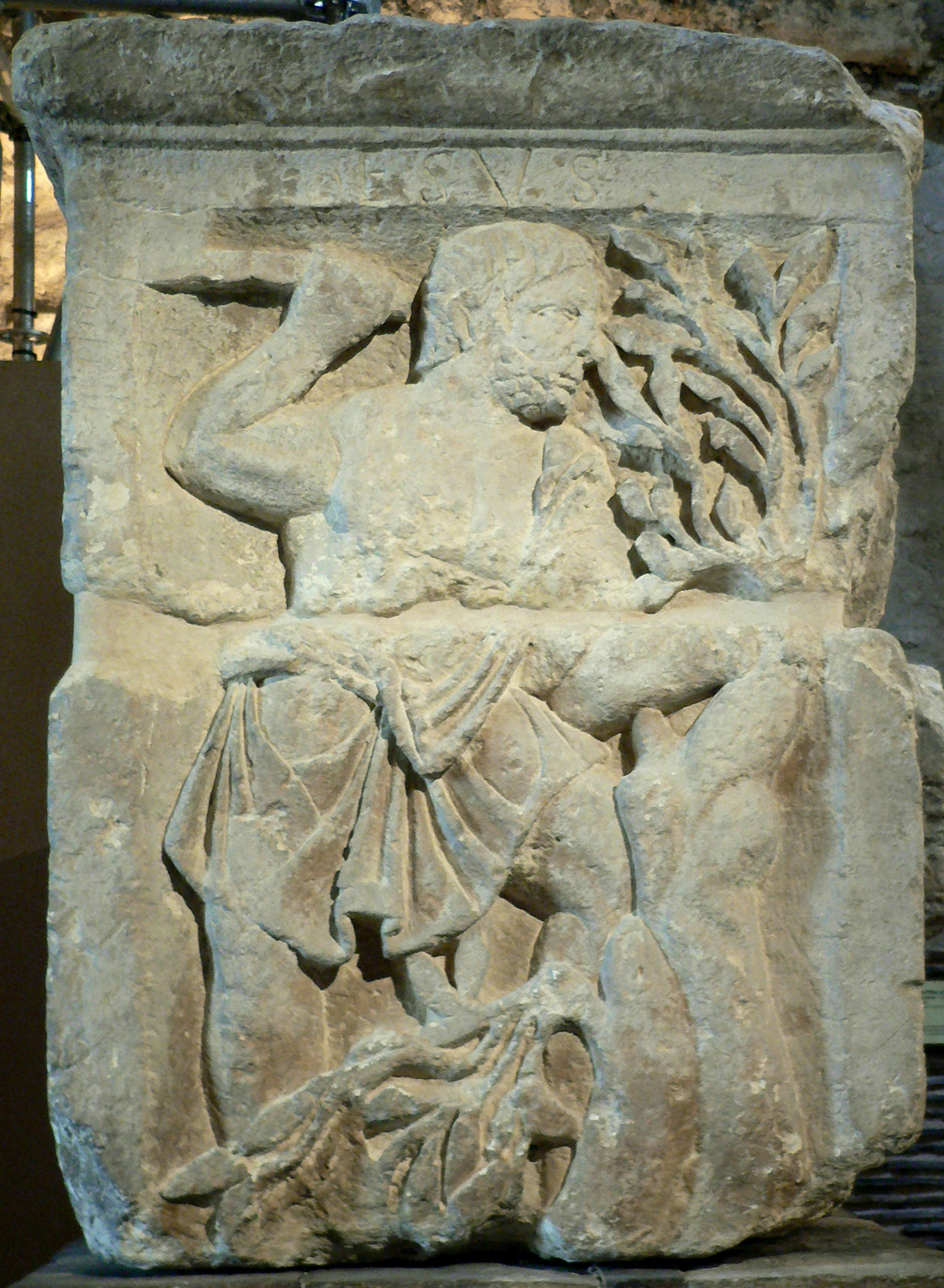
ایزد اسوس که همچون یک هیزم‌شکن به تصویر کشیده شده که شکل رایج او بوده است. قطعه‌ای از مهراب پرستشگاه ژوپیتر, موزه کلونی, پاریس.

به جز سزار, مورخان و نویسندگان رومی و یونانی دیگری به توصیف عقاید سلت‌ها و گال‌ها پرداخته‌اند که از جمله آن‌ها لوکان, مورخ رومی سده اول, می‌باشد. لوکان قربانی‌های خشونت‌آمیز برای خدایان گالی مثل اسوس را در کتاب فارسالیا گزارش کرده است. 

## اسطوره‌شناسی ایرلندی

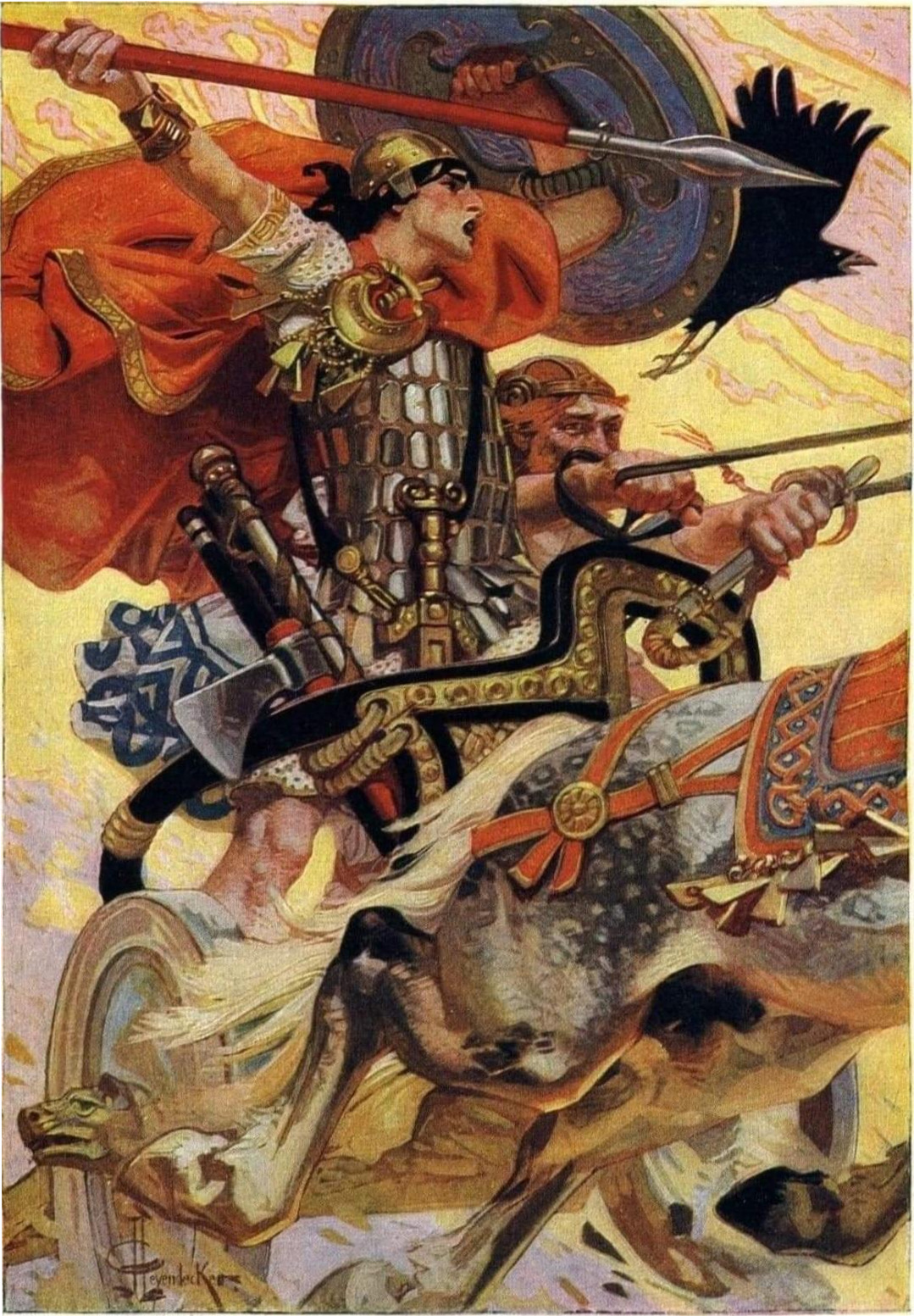
کوهولین, پهلوان ایرلندی, پسری به نام کنلاچ داشت که سالیان سال از او دور بود و به همین سبب او را نمی‌شناخت. کوهولین و کنلاچ بی آنکه یکدیگر را بشناسند, با هم نبرد کردند و کنلاچ کشته شد. کوهولین پس از فهمیدن هویت واقعی مقتول, مجنون و دیوانه شد. (کوهولین در حین نبرد اثر جوزف کریستین لیندکر)

در ایرلند نیز همچون بقیه اقوام سلتی, اساطیر و افسانه‌ها به صورت شفاهی و توسط دروئیدها (رامشگران و کاهنان دوران پیشامسیحیت اقوام سلت) نسل به نسل منتقل می‌شد. آغاز نگارش در ایرلند به سده ششم میلادی و پس از پذیرش مسیحیت بر می‌گردد. قدیمی‌ترین دست‌نوشته‌های ایرلندی قدمتی بیشتر از قرن دوازدهم میلادی ندارند, اما کارشناسان با توجه محتوای متون حدس می‌زنند که آن‌ها برگرفته از افسانه‌های فولکلور و متونی کهنی می‌باشد که توسط روحانیون ایرلندی قرن‌ها قبل از این تاریخ جمع‌آوری شده‌اند. اساطیر ایرلندی موضوعات متنوعی از سرگذشت نخستین ساکنان این جزیره تا پهلوانان افسانه‌ای چون کوهولین را در بر می‌گیرد. از جمله داستان‌های مشهور منسوب به کوهولین, نبرد او با پسرش, کنلاچ است. کنلاچ سالیان سال از پدرش دور بود و به همین سبب کوهولین او را نمی‌شناخت و به اشتباه با او وارد نبرد شد و در نهایت وی را کشت. این داستان شباهت آشکاری با داستان رستم و سهراب در شاهنامه و اساطیر ایرانی دارد. 
در اسطوره‌های ایرلندی دو چرخه وجود دارد که به چرخه‌های فیون و اولستر معروف است. بر اساس این اسطوره‌ها اجداد مردمان سلت الهه‌ای به‌نام دانو است. 

## اسطوره‌شناسی ولزی
سنت شفاهی کهن ولز از حیث اسطوره‌شناختی غنی هست اما در مقایسه با ایرلند, از لحاظ سندیت بسیار ضعیف‌تر هست و بنا به شواهد موجود, در روایت‌های بعدی آن تغییرات وسیع‌تری اعمال شده است با این وجود از طریق دست‌نوشته‌های ولزی آن‌قدر قدمت دارند که بتوان تا حدودی به باورهای پیشامسیحیت و دوران کافرکیشی ولزی‌ها به عنوان یکی از مردمان سلت پی برد. اساطیر ولزی تأثیر مستقیمی بر ادبیات قرون وسطی و ژانر داستانی شاه آرتور گذاشتند. شاه آرتور یکی از شخصیت‌های اساطیر ولزی می‌باشد که در ادبیات اروپای قرون وسطی تبدیل به پادشاهی مسیحی می‌شود که به سفری دور و دراز به دنبال جام مقدس می‌رود.

## اسطوره‌شناسی برتون
برتون‌ها قومی سلتی‌زبان ساکن در ناحیه برتانی فرانسه امروزی هستند. نسب آن‌ها به ساکنان بومی بریتانیا پیش از تهاجم آنگلوساکسون‌ها به این جزیره می‌رسد و از لحاظ زبانی و فرهنگی با ویلز و اسکاتلند همریشه هستند. برتون‌ها نقش برجسته در تاریخ و ادبیات اروپای غربی دارند و بخشی از داستان مشهور تریستان و ایزولت در این منطقه رخ می‌دهد. شاعر زن فرانسوی به نام مری دو فرانس درباره بریتانی می‌گوید :«بریتانی شعر است». یکی از خدایان مشهور منطقه برتانی, آنکو نام دارد. هر شهر و دیاری روایت متفاوتی درباره آنکو دارد. زیرا طبق باور مردم, آخرین فردی که در سال می‌میرد نقش آنکو را در سال بعد ایفا می‌کند. او اغلب به صورت اسکلتی که کلاه حصیری بر سر و داسی در دست دارد, توصیف می‌شود.